# 안도 가즈야
안도 가즈야(일본어: 安藤 一哉, 1997년 7월 15일~)는 일본의 축구 선수이다.

## 구단 경력
그는 2020년 J3리그의 가이나레 돗토리에 입단했다. 2022년까지 50경기에 출전하여, 3득점을 넣었다. 2023년 FC 이마바리로 이적했다. 2024년 AC 나가노 파르세이루로 이적했다.